# Eulàlia Ferrer i Montserrat
Eulàlia Ferrer i Montserrat   (Barcelona, 12 de novembre de 1776 - 1 d'agost de 1841) fou una editora, llibretera, impressora catalana, també coneguda com a Eulàlia Ferrer i Ribot.

## Biografia
Era filla del llibreter Josep Ferrer i d'Eulàlia Montserrat, tots dos de Barcelona. El pare va deixar en herència als seus dos fills la llibreria Casa Ferrer, fundada el 1673 a l'actual número 22 del carrer de la Llibreteria. En morir ells essent molt joves, Eulàlia heretà el negoci familiar quan encara tenia dotze anys. Va conèixer Antoni Brusi i Mirabent, que es dedicava a l'enquadernació i venda de llibres, en una botiga que tenia també al carrer de la Llibreteria, molt a prop de la seva. S'hi casà el dia 5 de maig de 1799. Juntament amb el seu marit, decidiren fundar una impremta i ampliar el negoci de llibreteria, que quedà inscrit a nom de tots dos cònjuges.
Durant la invasió napoleònica, mentre estaven al servei de les tropes antifranceses, imprimiren en diferents ciutats la Gazeta militar y política del Principado de Cataluña, el Diario de Barcelona i proclames relatives a la guerra. En compensació reberen la propietat de l'edifici del Diario de Barcelona, que la família va publicar durant generacions. El 1819 van instal·lar una foneria de tipus a la impremta i l'any següent van introduir la litografia a Catalunya.
Mort Antoni Brusi el 1821 víctima de la febre groga, Eulàlia Ferrer assumí la direcció del negoci familiar. Mentre el seu hereu residia a Europa, ella va defensar els interessos de la impremta, especialment amb relació a les litografies, el privilegi de l'ús de les quals els havia estat concedit pel Govern Constitucional per un període de cinc anys. Tan bon punt Ferran VII recuperà tota potestat l'any 1823, anul·là tots els acords i actes fets pel govern anterior i altres impressors aprofitaren l'avinentesa per introduir la litografia en les seves publicacions. En una carta a la Junta de Comerç relativa al privilegi exclusiu d'explotació de la premsa litogràfica concedit al seu marit, Eulàlia Ferrer esgrimia a favor seu que estaven buscant pedres adients a Cervera i si encara no les usaven era per la impossibilitat d'invertir diners en les despeses d'excavació, ja que havia gastat molts diners en la preparació de l'aprenent, mentre que altres cases donaven a fer la feina a estrangers.
El gener de 1825, la Real Junta de Fomento de la Riqueza del Reino permeté que Eulàlia Ferrer pogués continuar gaudint del privilegi abans atorgat fins a completar el termini estipulat, però el mateix any, durant el mes d'agost, el Ministeri d'Hisenda va trametre una reial ordre a la Junta de Comerç de Catalunya amb la qual s'anul·lava aquest privilegi. L'abolició d'aquesta prerrogativa podria respondre a les bones relacions que el seu difunt marit mantingué amb liberals, perseguits a partir de la caiguda de Riego l'any 1923. Malgrat les dificultats, Eulàlia Ferrer continuà fent litografies relacionades amb la Casa Reial.
Paral·lelament, engrandí el patrimoni familiar amb la compra d'immobles o terrenys que aviat donaren rendes, per exemple la casa del carrer de Llibreteria on hi havia el negoci familiar, una altra casa al carrer de les Moles i la torre dels Canonges a Sant Gervasi de Cassoles, al paratge Puig de Monturiol (actualment carrers d'Alfons XIII i de Brusi), i també a Sarrià.
Convençuda de la necessitat de formació del seu fill Antoni Brusi i Ferrer, nascut el 1815, Eulàlia el va animar a viatjar per diversos països europeus abans de posar-se al capdavant del negoci familiar. Entre 1821 i 1838, any en què el fill prengué la direcció de l'empresa sota el segell Viuda e Hijos de D. Antonio Brusi, la impremta va publicar títols literaris, com la novel·la Cecilia, o sea El padre y la hija, d'Amelia Alderson Opie; religiosos, com El libro de la oración y meditación de Fray Luís de Granada, i llibres de Carracciolo; geogràfics, com Relación de los pueblos de que consta el Principado de Cataluña, corregimientos y subdelegaciones en que se halla dividido; i científics, com Tratado de física completo y elemental. A partir del moment en què el seu fill es va fer càrrec del negoci, Eulàlia Ferrer va desaparèixer de la documentació.
Va morir sobtadament l'1 d'agost del 1841, deixant tres fills: Antoni, Antònia i Eulàlia.